# Kenneth Chan
Kenneth Chan (10 de enero de 1974) es un deportista australiano que compitió en remo como timonel. Ganó una medalla de bronce en el Campeonato Mundial de Remo de 2000, en la prueba de ocho con timonel ligero.

## Palmarés internacional
| Campeonato Mundial | Campeonato Mundial | Campeonato Mundial | Campeonato Mundial      |
| Año                | Lugar              | Medalla            | Prueba                  |
| ------------------ | ------------------ | ------------------ | ----------------------- |
| 2000               | Zagreb (Croacia)   | Medalla de bronce  | Ocho con timonel ligero |